# Inmigración paraguaya en Chile

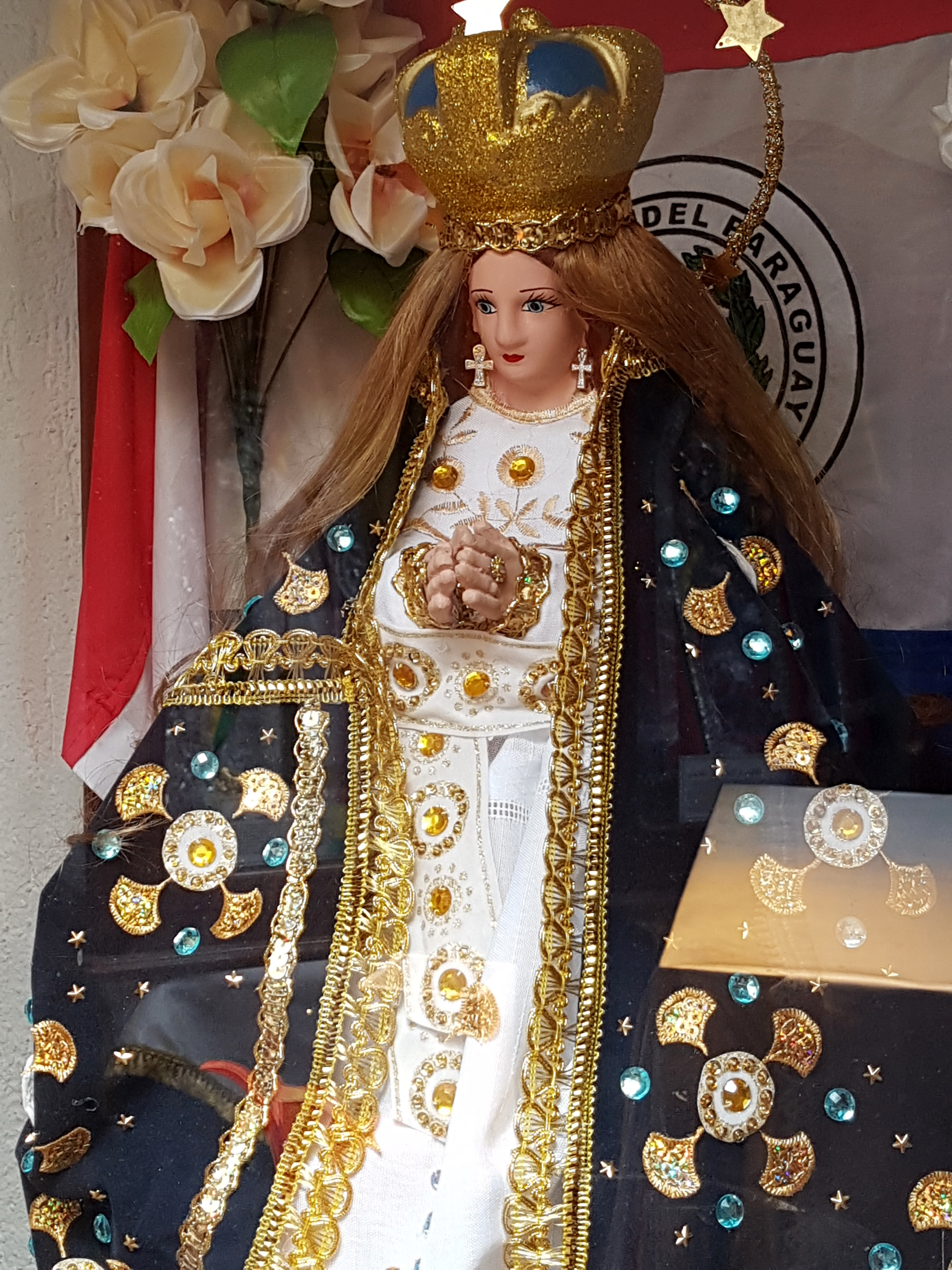
Imagen de la Virgen de Caacupé en la Parroquia Latinoamericana de Santiago, venerada por la comunidad católica paraguaya residente en la ciudad

La inmigración paraguaya en Chile es el movimiento migratorio desde la República del Paraguay hacia la República de Chile. Debido a la relativa cercanía entre estos dos países sudamericanos, sin mayores conflictos políticos a lo largo de la historia, compartiendo lazos culturales al haber pertenecido ambos territorios al Imperio español en América, sumado a la estabilidad de la economía chilena, se ha convertido en un destino atractivo para los paraguayos.

## Historia
De acuerdo a los datos del censo chileno de 2002, había 1.222 ciudadanos de nacionalidad paraguaya residentes en territorio chileno, siendo en ese entonces la novena comunidad más numerosa de inmigrantes en Chile. Mientras que en el censo chileno de 2017, se registraron 4.492 ciudadanos paraguayos, que si bien esta cifra significó un incremento del 343% de residentes paraguayos, debido principalmente al aumento explosivo de otros inmigrantes latinoamericanos, sólo representó el 0,6% del total de los extranjeros en el país, descendiendo a una de las veinte mayores diásporas en Chile.

## Flujos migratorios
| 2002 | 1.222 |
| 2017 | 4.195 |